# یواس‌اس وینتون (ای‌کی‌ای-۸۳)
یواس‌اس وینتون (ای‌کی‌ای-۸۳) (به انگلیسی: USS Vinton (AKA-83)) یک کشتی بود که طول آن ۴۵۹ فوت ۲ اینچ (۱۳۹٫۹۵ متر) بود. این کشتی در سال ۱۹۴۴ ساخته شد.